# Trzęsienie ziemi na Islandii (2008)
Trzęsienie ziemi na Islandii (2008) – podwójne trzęsienie ziemi które miało miejsce 29 maja 2008 roku o godzinie 15:46 czasu UTC w południowo-zachodniej Islandii. Zarejestrowane magnitudy miały wartość 5,9 MW oraz 5,8 MW, dając wartość złożoną 6,1 MW. Pomiary telesejsmiczne wskazały magnitudę wynoszącą 6,3 MWC. Epicentrum znajdowało się między miastami Hveragerði i Selfoss, około 45 kilometrów od Reykjavíku. Było to najsilniejsze trzęsienie ziemi od trzęsień w 2000 roku. 
Trzęsienie nie spowodowało ofiar śmiertelnych, rannych zostało 30 osób. W wyniku trzęsienia uległa uszkodzeniu część farm i zabudowy w okolicach miejscowości Selfoss, Hveragerði, Eyrarbakki, Stokkseyri i Þorlákshöfn.